# Hallsberg (plaats)
Hallsberg is een plaats in de gemeenten Hallsberg en Kumla in het landschap Närke en de provincie Örebro län in Zweden. De plaats is de hoofdplaats van de gemeente Hallsberg, heeft 7122 inwoners (2005) en een oppervlakte van 794 hectare.

## Verkeer en vervoer
Bij de plaats lopen de E20, Riksväg 50 en Riksväg 52.
De plaats heeft een station aan de spoorlijnen Stockholm - Göteborg, Katrineholm - Malmö, Katrineholm - Nässjö, Hallsberg - Örebro en aan de spoorlijn via de Bergslagen.

## Geboren
- Björn Nordqvist (1942), voetballer